# تل برکه
تل برکه مربوط به سده‌های میانه دوران‌های تاریخی پس از اسلام است و در شهرستان بهبهان، بخش مرکزی، دهستان حومه، ۳ کیلومتری روستای اسلام‌آباد واقع شده و این اثر در تاریخ ۱ مرداد ۱۳۸۶ با شمارهٔ ثبت ۱۹۲۷۹ به‌عنوان یکی از آثار ملی ایران به ثبت رسیده است.